# Lịch sử hành chính Thái Bình
Thái Bình là một tỉnh cũ thuộc vùng đồng bằng sông Hồng, miền Bắc Việt Nam. Phía Bắc giáp thành phố Hải Phòng, tỉnh Hải Dương cũ, tỉnh Hưng Yên. Phía Nam giáp tỉnh Nam Định cũ. Phía Đông giáp Biển Đông. Phía Tây giáp tỉnh Hà Nam cũ. Tính đến ngày 12 tháng 6 năm 2025, tỉnh Thái Bình có 08 đơn vị hành chính cấp huyện, gồm 07 huyện và 01 thành phố; 242 đơn vị hành chính cấp xã, gồm 223 xã, 10 phường và 09 thị trấn.

## Thời cổ đại - trung đại

### Trước khi thành lập tỉnh
Vùng đất thuộc tỉnh Thái Bình ngày nay, vào thời Bắc Thuộc trước thế kỉ 10, thuộc hương Đa Cương (vùng đất từ sông Luộc ra đến biển) của quận Giao Chỉ. Thời 12 sứ quân vùng đất này là căn cứ của sứ quân Trần Lãm. Tới nhà Hậu Lê, thời vua Lê Thánh Tông về sau vùng đất Thái Bình ngày nay thuộc trấn Sơn Nam. Đến cuối thời nhà Lê trung hưng sang đầu nhà Nguyễn, vùng này thuộc trấn Sơn Nam Hạ. Năm 1832, vua Minh Mạng nhà Nguyễn cắt hai phủ Thái Bình, Kiến Xương nhập vào tỉnh Nam Định, nhập phủ Tiên Hưng vào tỉnh Hưng Yên.

## Thời Pháp thuộc và Nhật thuộc

### Tỉnh Thái Bình - Những thay đổi hành chính
Năm 1890, Toàn quyền Đông Dương ra nghị định thành lập tỉnh Thái Bình, gồm phủ Thái Bình, phủ Kiến Xương (tách từ tỉnh Nam Định) và huyện Thần Khê (tách từ tỉnh Hưng Yên và sáp nhập vào phủ Thái Bình - sau đổi tên là phủ Thái Ninh). Tỉnh lỵ đặt tại phủ lỵ Kiến Xương, bờ nam sông Trà Lý. Vị trí này nằm trên đường Hải Phòng- Nam Định nhưng chỉ cách Nam Định 17 km nên người dân nơi đây thường đi phà Tân Đệ (sau này là cầu) sang Nam Định mua các thứ cần thiết.
Năm 1894, Toàn quyền Đông Dương ra nghị định cắt hai huyện Hưng Nhân và Duyên Hà thuộc phủ Tiên Hưng, tỉnh Hưng Yên sáp nhập vào tỉnh Thái Bình; lấy sông Luộc làm ranh giới giữa hai tỉnh Hưng Yên và Thái Bình. Như vậy lúc mới thành lập, tỉnh Thái Bình gồm có 3 phủ Kiến Xương, Thái Ninh, Tiên Hưng với tổng cộng là 12 huyện: Đông Quan, Duyên Hà, Hưng Nhân, Phụ Dực, Quỳnh Côi, Thần Khê, Thanh Quan, Thư Trì, Thụy Anh, Tiền Hải, Trực Định, Vũ Tiên.
Sau đó, đơn vị hành chính cấp phủ bị loại bỏ, các huyện có sở lị phủ thì đổi theo tên của phủ kiêm quản trước đó: Thanh Quan thành Thái Ninh, Trực Định thành Kiến Xương, Thần Khê thành Tiên Hưng.
Tỉnh lị tỉnh Thái Bình khi mới thành lập năm 1890, đặt tại xã Kỳ Bố, trước là huyện lị của huyện Vũ Tiên (từ thời Minh Mạng).

## Giai đoạn 1945 - 1954

### Về phíaViệt Nam Dân chủ Cộng hòa
Sau năm 1945, bỏ cấp phủ, gọi chung là huyện. Tỉnh Thái Bình có 1 thị xã Thái Bình và 12 huyện: Đông Quan, Duyên Hà, Hưng Nhân, Kiến Xương, Phụ Dực, Quỳnh Côi, Thái Ninh, Thư Trì, Thụy Anh, Tiền Hải, Tiên Hưng, Vũ Tiên.

## Giai đoạn 1954 - 1975
Năm 1955, điều chỉnh một số xã thuộc các huyện Đông Quan, Tiên Hưng, Phụ Dực, Quỳnh Côi, Thụy Anh, Tiền Hải và Thái Ninh.
Năm 1957, đổi tên một số xã thuộc huyện Hưng Nhân.
Năm 1958, điều chỉnh một số xã thuộc các huyện Thụy Anh, Phụ Dực, Quỳnh Côi, Kiến Xương, Vũ Tiên.
Năm 1963, điều chỉnh địa giới thị xã Thái Bình và các huyện Vũ Tiên, Thư Trì. Cùng năm, điều chỉnh địa giới một số xã thuộc các huyện Đông Quan, Thụy Anh, Phụ Dực, Kiến Xương
Năm 1968, thành lập xã Thụy Tân thuộc huyện Thụy Anh.
Năm 1969, hợp nhất huyện Đông Quan và huyện Tiên Hưng thành một huyện lấy tên là huyện Đông Hưng; hợp nhất huyện Hưng Nhân, huyện Duyên Hà và 5 xã: Bắc Sơn, Đông Đô, Hòa Bình, Chi Lăng và Tây Đô của huyện Tiên Hưng (cũ) thành một huyện lấy tên là huyện Hưng Hà; hợp nhất huyện Quỳnh Côi và huyện Phụ Dực thành một huyện lấy tên là huyện Quỳnh Phụ; hợp nhất huyện Thái Ninh và huyện Thụy Anh thành một huyện lấy tên là huyện Thái Thụy; hợp nhất huyện Vũ Tiên và huyện Thư Trì thành một huyện lấy tên là huyện Vũ Thư; điều chỉnh địa giới huyện Vũ Tiên (cũ) và huyện Kiến Xương. Cùng năm, điều chỉnh địa giới huyện Kiến Xương và huyện Tiền Hải.
Năm 1974, chia tách một số xã thuộc huyện Kiến Xương.
Năm 1975, chia tách một số xã thuộc huyện Thái Thụy, Tiền Hải.
- Thành lập xã Hồng Quỳnh, huyện Thái Thụy
- Thành lập xã Nam Cường, huyện Tiền Hải

## Giai đoạn 1975 - 2025

### ThờiViệt Nam Dân chủ Cộng hòa(1975 - 1976)
- Tính đến ngày 2 tháng 7 năm 1976, tỉnh Thái Bình có 8 đơn vị hành chính cấp huyện, bao gồm thị xã Thái Bình và 7 huyện: Đông Hưng, Hưng Hà, Kiến Xương, Quỳnh Phụ, Thái Thụy, Tiền Hải, Vũ Thư.

### Năm 1976: Quyết định số 1507-TCCP
- Quyết định số 1507-TCCP[11] ngày 18 tháng 12 năm 1976 của Phủ Thủ tướng về việc hợp nhất và điều chỉnh địa giới của một số xã thuộc các huyện Thái Thụy, Quỳnh Phụ, Vũ Thư, Tiền Hải và Hưng Hà thuộc tỉnh Thái Bình:
- Huyện Thái Thụy

1. Cắt thôn Tân Hưng (của xã Thái Đô) nhập vào xã Thái Hòa.
2. Cắt thôn Từ Các, thôn Vọng Hải (của xã Thái Hòa), thôn Tân Lập, thôn Tân Bồi, thôn Ranh Giáo (của xã Thái Lộc) nhập vào xã Thái Đô.
3. Cắt thôn Vũ Biên, thôn Chỉ Thiện, thôn Tân Minh, thôn Liên Kết (của xã Thái Mỹ), thôn Cổ Lũng, thôn Lũng Tả, thôn Cao Mỹ (của xã Thái Lộc), thôn Hải Linh (của xã Thái Đô), lập thành một xã lấy tên là xã Mỹ Lộc.
4. Cắt thôn Xuân Bắc, thôn Xuân Trung (của xã Thái Mỹ) nhập vào xã Thái Thọ.

- Huyện Quỳnh Phụ

1. Hợp nhất 2 xã Quỳnh Lưu và xã Quỳnh Thái thành một xã, lấy tên là xã Quỳnh Hoàng.
2. Hợp nhất 2 xã Quỳnh Lương và xã Quỳnh Văn thành một xã, lấy tên là xã Quỳnh Hồng.
3. Cắt thôn Cẩn Du (của xã Quỳnh Hà) nhập vào xã Quỳnh Sơn.
4. Cắt thôn Hương Nhượng (của xã Quỳnh Hà) nhập vào xã Quỳnh Ngọc.

- Huyện Vũ Thư

1. Hợp nhất 3 xã Hồng Xuân, xã Tam Tỉnh, xã Đồng Thanh thành một xã, lấy tên là xã Hồng Lý.
2. Cắt thôn Phú Lộc (của xã Thanh Phú), xóm Hồng Hà (của xã Tân Lập) nhập vào xã Việt Hùng.
3. Hợp nhất xã Thuận Vi, thôn Bách Tính, thôn An Hòa (của xã Bách Thuận) và thôn Thượng Xuân (của xã Tân Lập) thành một xã, lấy tên là xã Bách Thuận.
4. Hợp nhất xã Vũ Hồng và xã Vũ Phong thành một số, lấy tên là xã Hồng Phong.
5. Hợp nhất xã Vũ Hợp và xã Vũ Nghĩa thành một số, lấy tên là xã Duy Nhất.
6. Cắt thôn Tú Linh, thôn Trường Mai và thôn Tân Quán (của xã Tân Bình) nhập vào xã Phú Xuân.
7. Cắt thôn Thanh Bản (của xã Thanh Phú) nhập vào xã Xuân Hòa).
8. Hợp nhất xã Vũ Lãm và xã Vũ Chính thành một xã, lấy tên là xã Chính Lãm.
9. Hợp nhất xã Song Lãng và xã Đông Phú thành một xã, lấy tên là xã Song Lãng.
10. Cắt thôn Đồng Thanh (của xã Tân Bình) nhập vào xã Tiền Phong.
11. Hợp nhất xã Vũ Thuận và xã Vũ Việt thành một xã, lấy tên là xã Việt Thuận.
12. Cắt thôn Tang Bồng, thôn Trà Khê (của xã Bách Thuận), xóm Việt Thắng (của Tam Quang), xóm Tiền Phong (của xã Dũng Nghĩa) nhập vào xã Tân Lập.

- Huyện Tiền Hải

1. Cắt thôn Tam Đồng (của xã Tây Lương) nhập vào xã Vũ Lăng.
2. Cắt thôn Nam Trạch (của xã Vân Trường) nhập vào xã Bắc Hải.
3. Cắt thôn Viện Hội, thôn Võ La (của xã Nam Hồng) nhập vào xã Nam Hải.

- Huyện Hưng Hà

1. Hợp nhất xã Thống Nhất và xã An Đình thành một xã, lấy tên là xã Thống Nhất.

### Năm 1977: Quyết định số 618-VP18
- Quyết định số 618-VP18[12] ngày 23 tháng 2 năm 1977 của Phủ Thủ tướng về việc hợp nhất một số xã thuộc huyện Hưng Hà, tỉnh Thái Bình:
- Huyện Hưng Hà

1. Hợp nhất xã Minh Hồng và xã Hồng Phong thành lập một xã lấy tên là xã Hồng Minh.
2. Hợp nhất xã Tiến Dũng và xã Hoàng Đức thành một xã lấy tên là xã Tiến Đức.
3. Hợp nhất xã Phạm Lễ và xã Tân Mỹ thành một xã lấy tên là xã Tân Lễ.
4. Hợp nhất xã Tam Điệp và xã Tam Nông thành một xã lấy tên là xã Điệp Nông.
5. Hợp nhất xã Lam Sơn và xã Trần Phú thành một xã lấy tên là xã Phú Sơn.
6. Hợp nhất xã Hòa Bình và xã Chi Lăng thành một xã lấy tên là xã Bình Lăng.
7. Sáp nhập thôn Điểm, thôn Gạo, thôn Hà của xã Tân Việt vào xã Hồng Hà lấy tên là xã Hồng An.
8. Sáp nhập thôn Phương La của xã Tân Việt vào xã Thái Thịnh lấy tên là xã Thái Phương.
9. Sáp nhập thôn Bùi Tịp, thôn Nguôm, thôn Tư Nam, thôn Phú Lâm của xã Hiệp Hòa vào xã Cấp Tiến lấy tên là xã Hòa Tiến.
10. Sáp nhập thôn Lương và thôn Me của xã Hiệp Hòa vào xã Tân Sơn lấy tên là xã Tân Hòa.

### Năm 1981: Quyết định số 3-CP
- Quyết định số 3-CP[13] ngày 3 tháng 1 năm 1981 của Hội đồng Chính phủ về việc thống nhất tên gọi các đơn vị hành chính ở nội thành nội thị:

1. Từ nay ở nội thành, đơn vị hành chính cấp dưới trực tiếp của thành phố trực thuộc trung ương đều thống nhất gọi là quận; các đơn vị hành chính cơ sở ở nội thành, nội thị của các thành phố thuộc tỉnh, thị xã và quận gọi là phường.

### Năm 1982: Quyết định số 63-HĐBT
- Quyết định số 63-HĐBT[14] ngày 5 tháng 4 năm 1982 của Hội đồng Bộ trưởng về việc thành lập và đổi tên một số xã thuộc huyện Vũ Thư, tỉnh Thái Bình:
- Huyện Vũ Thư, thị xã Thái Bình

1. Thành lập xã Tân Bình gồm có thôn Đồng Thanh của xã Tiền Phong, các thôn Trường Mai, Tân Quán, Tú Linh của xã Phú Xuân.
2. Thành lập xã Trần Lãm gồm có thôn Lạc Đạo của xã Chính Lãm, xóm Hòa Bình của xã Vũ Phúc cùng huyện và 128 hécta đất của phường Kỳ Bá thuộc thị xã Thái Bình.
3. Đổi trên xã Chính Lãm thành xã Vũ Chính.

### Năm 1982: Quyết định số 67-HĐBT
- Quyết định số 67-HĐBT[15] ngày 8 tháng 4 năm 1982 của Hội đồng Bộ trưởng về việc mở thị xã Thái Bình thuộc tỉnh Thái Bình:
- Huyện Vũ Thư, thị xã Thái Bình

1. Mở rộng thị xã Thái Bình trên cơ sở tách các xã Tiền Phong, Trần Lãm của huyện Vũ Thư cùng tỉnh chuyển sang.

### Năm 1986: Quyết định số 24-HĐBT
- Quyết định số 24-HĐBT[16] ngày 20 tháng 3 năm 1986 của Hội đồng Bộ trưởng về việc điều chỉnh địa giới thị xã Thái Bình và các huyện Đông Hưng, Vũ Thư thuộc tỉnh Thái Bình:
- Thị xã Thái Bình, huyện Đông Hưng, huyện Vũ Thư

1. Chuyển 2 xã: Đông Hòa, Hoàng Diệu thuộc huyện Đông Hưng và 3 xã: Phú Xuân, Vũ Phúc, Vũ Chính của huyện Vũ Thư về thị xã Thái Bình quản lý.

### Năm 1986: Quyết định số 75-HĐBT
- Quyết định số 75-HĐBT[17] ngày 25 tháng 6 năm 1986 của Hội đồng Bộ trưởng về việc điều chỉnh địa giới hành chính một số xã, thị trấn của huyện Thái Thụy thuộc tỉnh Thái Bình:
- Huyện Thái Thụy

1. Thành lập thị trấn Diêm Điền (thị trấn huyện lỵ huyện Thái Thụy) trên cơ sở 40,81 hécta đất với 3.373 nhân khẩu của xã Thụy Lương; 107,61 hécta đất với 6.049 nhân khẩu của xã Thụy Hà; 29,31 hécta đất với 892 nhân khẩu của xã Thụy Hải.
2. Tách 276,67 hécta đất với 1.909 nhân khẩu của xã Thụy Lương để sáp nhập vào xã Thụy Hà.

### Năm 1986: Quyết định số 159-HĐBT
- Quyết định số 159-HĐBT[18] ngày 2 tháng 12 năm 1986 của Hội đồng Bộ trưởng về việc thành lập thị trấn của huyện Đông Hưng thuộc tỉnh Thái Bình:
- Huyện Đông Hưng

1. Thành lập thị trấn Đông Hưng (thị trấn huyện lỵ huyện Đông Hưng) trên cở sở 52,95 hécta diện tích tự nhiên với 2.700 nhân khẩu của xã Đông Hợp; 9,10 hécta diện tích tự nhiên với 187 nhân khẩu của xã Đông La và 2,42 hécta diện tích tự nhiên với 281 nhân khẩu của xã Nguyên Xá.

### Năm 1986: Quyết định số 169-HĐBT
- Quyết định số 169-HĐBT[19] ngày 13 tháng 12 năm 1986 của Hội đồng Bộ trưởng về việc chia một số xã và thành lập một số thị trấn của các huyện Tiền Hải, Vũ Thư thuộc tỉnh Thái Bình:Thành lập một số đơn vị hành chính cấp xã thuộc huyện Tiền Hải:
- Huyện Tiền Hải

1. Chia xã Đông Trà thành hai xã lấy tên là xã Đông Trà và xã Đông Hải.
2. Chia xã Nam Hưng thành hai xã lấy tên là xã Nam Hưng và xã Nam Phú.
3. Thành lập thị trấn Tiền Hải (thị trấn huyện lỵ huyện Tiền Hải) trên cơ sở 89,95 hécta diện tích tự nhiên với 5.653 nhân khẩu của xã Tây Sơn và 56,70 hécta diện tích tự nhiên với 1.653 nhân khẩu của xã Tây Giang.

- Huyện Vũ Thư

1. Thành lập thị trấn Vũ Thư (thị trấn huyện lỵ huyện Vũ Thư) trên cơ sở 92,55 hécta diện tích tự nhiên với 3.670 nhân khẩu của xã Minh Quang và 17,86 hécta diện tích tự nhiên với 1.575 nhân khẩu của xã Hòa Bình.

### Năm 1988: Quyết định số 102-HĐBT
- Quyết định số 102-HĐBT[20] ngày 8 tháng 6 năm 1988 của Hội đồng Bộ trưởng về việc thành lập thị trấn Kiến Xương của huyện Kiến Xương thuộc tỉnh Thái Bình:
- Huyện Kiến Xương

1. Tách xóm Quang Trung và xóm Tân Tiến của xã Tán Thuật thuộc huyện Kiến Xương, tỉnh Thái Bình để thành lập thị trấn Kiến Xương (thị trấn huyện lỵ huyện Kiến Xương).

### Năm 1989: Quyết định số 4-HĐBT
- Quyết định số 4-HĐBT[21] ngày 13 tháng 1 năm 1989 của Hội đồng Bộ trưởng về việc chia xã Hồng Lý của huyện Vũ Thư thuộc tỉnh Thái Bình thành hai xã:
- Huyện Vũ Thư

1. Chia xã Hồng Lý của huyện Vũ Thư thuộc tỉnh Thái Bình thành hai xã, lấy tên xã Hồng Lý và xã Đông Thanh.

### Năm 1989: Quyết định số 72-HĐBT
- Quyết định số 72-HĐBT[22] ngày 21 tháng 6 năm 1989 của Hội đồng Bộ trưởng về việc thành lập phường Phú Khánh (thị xã Thái Bình) và thị trấn Hưng Hà (huyện Hưng Hà) thuộc tỉnh Thái Bình:
- Thị xã Thái Bình

1. Thành lập phường Phú Khánh thuộc thị xã Thái Bình trên cơ sở tách: 4 tổ nhân dân từ tổ 1 đến tổ 4 của xã Vũ Phúc (thị xã Thái Bình) gồm 30 ha diện tích tự nhiên với 1.358 nhân khẩu; 10 tổ nhân dân từ tổ 1 đến tổ 10 và xóm Đại Minh của xã Phú Xuân (thị xã Thái Bình) gồm 108 ha diện tích tự nhiên với 5.214 nhân khẩu.

- Huyện Hưng Hà

1. Thành lập thị trấn Hưng Hà của huyện Hưng Hà trên cơ sở giải thể xã An Đồng của huyện Hưng Hà.

### Năm 1990: Quyết định số 580/TCCP
- Quyết định số 580/TCCP[23] ngày 26 tháng 12 năm 1990 của Ban Tổ chức – Cán bộ của Chính phủ về việc hoạch định lại địa giới thị trấn Quỳnh Côi thuộc huyện Quỳnh Phụ tỉnh Thái Bình:
- Huyện Quỳnh Phụ

1. Tách 2,2891 ha diện tích tự nhiên và 199 nhân khẩu của xã Quỳnh Hồng; 0,5138 ha diện tích tự nhiên và 45 nhân khẩu của xã Quỳnh Mỹ để sáp nhập vào thị trấn Quỳnh Côi.

### Năm 2002: Nghị định số 45/2002/NĐ-CP
- Nghị định số 45/2002/NĐ-CP[24] ngày 12 tháng 4 năm 2002 của Chính phủ về việc thành lập các phường thuộc thị xã Thái Bình và thị trấn Thanh Nê thuộc huyện Kiến Xương, tỉnh Thái Bình:
- Thị xã Thái Bình

1. Thành lập phường Tiền Phong thuộc thị xã Thái Binh trên cơ sở toàn bộ diện tích tự nhiên và dân số của xã Tiền Phong.
2. Thành lập phương Trần Lãm thuộc thị xã Thái Bình trên cơ sở toàn bộ diện tích tự nhiên và dân số của xã Trần Lãm.

- Huyện Kiến Xương

1. Thành lập thị trấn Thanh Nê - thị trấn huyện lỵ huyện Kiến Xương trên cơ sở sáp nhập toàn bộ diện tích tự nhiên và dân số của của thị trấn Kiến Xương và xã Tán Thuật.

### Năm 2004: Nghị định số 117/2004/NĐ-CP
- Nghị định số 117/2004/NĐ-CP[25] ngày 29 tháng 4 năm 2004 của Chính phủ về việc thành lập thành phố Thái Bình thuộc tỉnh Thái Bình:
- Thành phố Thái Bình

1. Thành lập thành phố Thái Bình thuộc tỉnh Thái Bình trên co sở toàn bộ diện tích tự nhiên và dân số của thị xã Thái Bình.
2. Thành phố Thái Bình có 4.330 ha diện tích tự nhiên và 143.925 nhân khẩu, có 13 đơn vị hành chính trực thuộc gồm các phường: Lê Hồng Phong, Bồ Xuyên, Đề Thám, Kỳ Bá, Quang Trung, Phú Khánh, Tiền Phong, Trần Lãm và các xã : Hoàng Diệu, Đông Hòa, Phú Xuân, Vũ Chính và Vũ Phúc.
3. Tỉnh Thái Bình có 8 đơn vị hành chính cấp huyện gồm các huyện: Đông Hưng, Hưng Hà, Quỳnh Phụ, Thái Thuỵ, Vũ Thư, Kiến Xương, Tiền Hải và thành phố Thái Bình.

### Năm 2005: Nghị định số 61/2005/NĐ-CP
- Nghị định số 61/2005/NĐ-CP[26] ngày 16 tháng 5 năm 2005 của Chính phủ về việc thành lập thị trấn thuộc các huyện Quỳnh Phụ, Hưng Hà và chia xã Bình Lăng thuộc huyện Hưng Hà, tỉnh Thái Bình:
- Huyện Quỳnh Phụ

1. Thành lập thị trấn An Bài thuộc huyện Quỳnh Phụ trên cơ sở toàn bộ diện tích tự nhiên và dân số của xã An Bài.

- Huyện Hưng Hà

1. Thành lập thị trấn Hưng Nhân thuộc huyện Hưng Hà trên cơ sở toàn bộ diện tích tự nhiên và dân số của xã Phú Sơn.
2. Chia xã Bình Lăng thuộc huyện Hưng Hà thành xã Hòa Bình và xã Chi Lăng.

### Năm 2007: Nghị định số 181/2007/NĐ-CP
- Nghị định số 181/2007/NĐ-CP[27] ngày 13 tháng 12 năm 2007 của Chính phủ về việc điều chỉnh địa giới hành chính huyện Đông Hưng, huyện Kiến Xương, huyện Vũ Thư để mở rộng thành phố Thái Bình; điều chỉnh địa giới hành chính phường, xã; thành lập phường thuộc thành phố Thái Bình, tỉnh Thái Bình:
- Huyện Đông Hưng, huyện Kiến Xương, huyện Vũ Thư, thành phố Thái Bình

1. Điều chỉnh 665,55 ha diện tích tự nhiên và 10.789 nhân khẩu (gồm toàn bộ diện tích tự nhiên và dân số của các xã Đông Thọ và Đông Mỹ) thuộc huyện Đông Hưng; 1.394,23 ha diện tích tự nhiên và 18.112 nhân khẩu (gồm toàn bộ diện tích tự nhiên và dân số của các xã Vũ Lạc và Vũ Đông) thuộc huyện Kiến Xương; 379,41 ha diện tích tự nhiên và 4.674 nhân khẩu (gồm toàn bộ diện tích tự nhiên và dân số của xã Tân Bình) thuộc huyện Vũ Thư về thành phố Thái Bình để quản lý.
2. Thành phố Thái Bình sau khi điều chỉnh địa giới hành chính có 6.771,35 ha diện tích tự nhiên và 178.183 nhân khẩu, có 18 đơn vị hành chính trực thuộc, bao gồm các phường: Lê Hồng Phong, Đề Thám, Quang Trung, Bồ Xuyên, Kỳ Bá, Phú Khánh, Trần Lãm, Tiền Phong và các xã: Đông Hòa, Hoàng Diệu, Phú Xuân, Vũ Chính, Vũ Phúc, Đông Thọ, Đông Mỹ, Vũ Lạc, Vũ Đông, Tân Bình.

- Thành phố Thái Bình

1. Thành lập phường Hoàng Diệu thuộc thành phố Thái Bình trên cơ sở toàn bộ xã Hoàng Diệu.
2. Thành lập phường Trần Hưng Đạo thuộc thành phố Thái Bình trên cơ sở điều chỉnh 38,3 ha diện tích tự nhiên và 2.676 nhân khẩu của phường Quang Trung; 57,5 ha diện tích tự nhiên và 923 nhân khẩu của phường Tiền Phong; 5,5 ha diện tích tự nhiên và 673 nhân khẩu của phường Bồ Xuyên; 70,3 ha diện tích tự nhiên và 438 nhân khẩu của xã Phú Xuân.
3. Sau khi điều chỉnh địa giới hành chính xã, huyện để mở rộng thành phố Thái Bình và thành lập phường thuộc thành phố Thái Bình:
  1. Thành phố Thái Bình có 6.771,35 ha diện tích tự nhiên và 178.183 nhân khẩu, có 19 đơn vị hành chính trực thuộc, bao gồm các phường: Bồ Xuyên, Phú Khánh, Kỳ Bá, Tiền Phong, Quang Trung, Trần Lãm, Lê Hồng Phong, Đề Thám, Trần Hưng Đạo, Hoàng Diệu và các xã: Đông Hòa, Vũ Chính, Vũ Phúc, Phú Xuân, Tân Bình, Vũ Đông, Vũ Lạc, Đông Thọ, Đông Mỹ.
  2. Huyện Đông Hưng còn lại 19.176,39 ha diện tích tự nhiên và 246.335 nhân khẩu, có 44 đơn vị hành chính trực thuộc, bao gồm các xã: Đông Dương, Đông Hoàng, Đông Á, Đông Phong, Đông Huy, Đông Lĩnh, Đông Kinh, Đông Tân, Đông Động, Đông Các, Đông Hợp, Đông Hà, Đông Giang, Đông Vinh, Đông Xuân, Đông Quang, Đông Phương, Đông Cường, Đông Xá, Đông Sơn, Đông La, An Châu, Đô Lương, Liên Giang, Lô Giang, Phú Lương, Mê Linh, Bạch Đằng, Hồng Châu, Hồng Việt, Hồng Giang, Hoa Lư, Hoa Nam, Thăng Long, Minh Tân, Chương Dương, Hợp Tiến, Đồng Phú, Trọng Quan, Minh Châu, Phong Châu, Phú Châu, Nguyên Xá và thị trấn Đông Hưng.
  3. Huyện Kiến Xương còn lại 19.920,73 ha diện tích tự nhiên và 223.179 nhân khẩu, có 37 đơn vị hành chính trực thuộc, bao gồm các xã: An Bồi, Quang Trung, Quang Minh, Bình Minh, Thượng Hiền, Hòa Bình, Quang Bình, Quang Lịch, Vũ Trung, Vũ Quý, Vũ Công, Vũ Bình, Vũ Thắng, Vũ Hòa, Vũ Ninh, Vũ An, Vũ Lê, Vũ Tây, Vũ Sơn, An Bình, Trà Giang, Hồng Thái, Lê Lợi, Nam Cao, Đình Phùng, Thanh Tân, Bình Nguyên, Quốc Tuấn, Quyết Tiến, Quang Hưng, Minh Hưng, Minh Tân, Nam Bình, Bình Thành, Bình Định, Hồng Tiến và thị trấn Thanh Nê.
  4. Huyện Vũ Thư còn lại 19.516,18 ha diện tích tự nhiên và 224.832 nhân khẩu, có 30 đơn vị hành chính trực thuộc, bao gồm các xã: Đồng Thanh, Hồng Lý, Xuân Hòa, Việt Hùng, Hiệp Hòa, Song Lãng, Dũng Nghĩa, Tam Quang, Tân Lập, Bách Thuận, Tự Tân, Hòa Bình, Minh Khai, Minh Quang, Minh Lãng, Phúc Thành, Tân Hòa, Tân Phong, Song An, Nguyên Xá, Trung An, Vũ Hội, Vũ Vân, Vũ Vinh, Việt Thuận, Vũ Tiến, Vũ Đoài, Duy Nhất, Hồng Phong và thị trấn Vũ Thư.

### Năm 2020: Nghị quyết số 892/NQ-UBTVQH14
- Nghị quyết số 892/NQ-UBTVQH14[28] ngày 11 tháng 2 năm 2020 của Ủy ban Thường vụ Quốc hội về việc sắp xếp các đơn vị hành chính cấp xã thuộc tỉnh Thái Bình:

- Huyện Tiền Hải

1. Nhập toàn bộ xã Đông Hải vào xã Đông Trà.
2. Nhập toàn bộ xã Tây An và xã Tây Sơn vào thị trấn Tiền Hải.
3. Sau khi sắp xếp, huyện Tiền Hải có 32 đơn vị hành chính cấp xã, gồm 31 xã và 01 thị trấn.

- Huyện Đông Hưng

1. Thành lập xã Đông Quan trên cơ sở nhập toàn bộ xã Đông Phong, xã Đông Huy và xã Đông Lĩnh.
2. Thành lập xã Hồng Bạch trên cơ sở nhập toàn bộ xã Bạch Đằng và xã Hồng Châu.
3. Thành lập xã Liên Hoa trên cơ sở nhập toàn bộ xã Hoa Nam và xã Hoa Lư.
4. Thành lập xã Minh Phú trên cơ sở nhập toàn bộ xã Minh Châu và xã Đồng Phú.
5. Thành lập xã Hà Giang trên cơ sở nhập toàn bộ xã Đông Giang và xã Đông Hà.
6. Sau khi sắp xếp, huyện Đông Hưng có 38 đơn vị hành chính cấp xã, gồm 37 xã và 01 thị trấn.

- Huyện Thái Thụy

1. Thành lập xã Hồng Dũng trên cơ sở nhập toàn bộ xã Thụy Hồng, xã Thụy Dũng và xã Hồng Quỳnh.
2. Thành lập xã Dương Hồng Thủy trên cơ sở nhập toàn bộ xã Thái Dương, xã Thái Hồng và xã Thái Thủy.
3. Thành lập xã Dương Phúc trên cơ sở nhập toàn bộ xã Thụy Phúc và xã Thụy Dương.
4. Thành lập xã An Tân trên cơ sở nhập toàn bộ xã Thụy Tân và xã Thụy An.
5. Thành lập xã Sơn Hà trên cơ sở nhập toàn bộ xã Thái Hà và xã Thái Sơn.
6. Thành lập xã Thuần Thành trên cơ sở nhập toàn bộ xã Thái Thành và xã Thái Thuần.
7. Thành lập xã Tân Học trên cơ sở nhập toàn bộ xã Thái Học và xã Thái Tân.
8. Thành lập xã Hòa An trên cơ sở nhập toàn bộ xã Thái An và xã Thái Hòa.
9. Nhập toàn bộ xã Thụy Lương và xã Thụy Hà vào thị trấn Diêm Điền.
10. Sau khi sắp xếp, huyện Thái Thụy có 36 đơn vị hành chính cấp xã, gồm 35 xã và 01 thị trấn.

- Huyện Kiến Xương

1. Thành lập thị trấn Kiến Xương trên cơ sở nhập toàn bộ xã An Bồi và thị trấn Thanh Nê.
2. Thành lập xã Minh Quang trên cơ sở nhập toàn bộ xã Minh Hưng và xã Quang Hưng.
3. Nhập toàn bộ xã Quyết Tiến vào xã Lê Lợi.
4. Thành lập xã Tây Sơn trên cơ sở nhập toàn bộ xã Vũ Sơn và xã Vũ Tây.
5. Sau khi sắp xếp, huyện Kiến Xương có 33 đơn vị hành chính cấp xã, gồm 32 xã và 01 thị trấn.

- Huyện Quỳnh Phụ

1. Thành lập xã Châu Sơn trên cơ sở nhập toàn bộ xã Quỳnh Châu và xã Quỳnh Sơn.
2. Sau khi sắp xếp, huyện Quỳnh Phụ có 37 đơn vị hành chính cấp xã, gồm 35 xã và 02 thị trấn.
3. Tỉnh Thái Bình có 08 đơn vị hành chính cấp huyện, gồm 07 huyện và 01 thành phố; 260 đơn vị hành chính cấp xã, gồm 241 xã, 10 phường và 09 thị trấn.

### Năm 2024: Nghị quyết số 1201/NQ-UBTVQH15
- Nghị quyết số 1201/NQ-UBTVQH15[29] ngày 28 tháng 9 năm 2024 của Ủy ban Thường vụ Quốc hội về việc sắp xếp đơn vị hành chính cấp xã của tỉnh Thái Bình giai đoạn 2023 – 2025:

- Huyện Đông Hưng

1. Thành lập xã Liên An Đô trên cơ sở nhập toàn bộ xã Đô Lương, xã An Châu và xã Liên Giang.
2. Thành lập xã Phong Dương Tiến trên cơ sở nhập toàn bộ xã Chương Dương, xã Hợp Tiến và xã Phong Châu.
3. Thành lập xã Xuân Quang Động trên cơ sở nhập toàn bộ xã Đông Quang, xã Đông Xuân và xã Đông Động.
4. Sau khi sắp xếp, huyện Đông Hưng có 32 đơn vị hành chính cấp xã, gồm 31 xã và 01 thị trấn.

- Huyện Quỳnh Phụ

1. Thành lập xã Trang Bảo Xá trên cơ sở nhập toàn bộ xã Quỳnh Bảo, xã Quỳnh Trang và xã Quỳnh Xá.
2. Sau khi sắp xếp, huyện Quỳnh Phụ có 35 đơn vị hành chính cấp xã, gồm 33 xã và 02 thị trấn.

- Huyện Kiến Xương

1. Thành lập xã Thống Nhất trên cơ sở nhập toàn bộ xã Đình Phùng, xã Nam Cao và xã Thượng Hiền.
2. Thành lập xã Hồng Vũ trên cơ sở nhập toàn bộ xã Vũ Bình, xã Vũ Hòa và xã Vũ Thắng.
3. Sau khi sắp xếp, huyện Kiến Xương có 29 đơn vị hành chính cấp xã, gồm 28 xã và 01 thị trấn.

- Huyện Tiền Hải

1. Thành lập xã Đông Quang trên cơ sở nhập toàn bộ xã Đông Trung, xã Đông Quý và xã Đông Phong.
2. Thành lập xã Ái Quốc trên cơ sở nhập toàn bộ xã Tây Phong và xã Tây Tiến.
3. Thành lập xã Nam Tiến trên cơ sở nhập toàn bộ xã Nam Thanh và xã Nam Thắng.
4. Sau khi sắp xếp, huyện Tiền Hải có 28 đơn vị hành chính cấp xã, gồm 27 xã và 01 thị trấn.

- Huyện Hưng Hà

1. Thành lập xã Quang Trung trên cơ sở nhập toàn bộ xã Dân Chủ, xã Điệp Nông và xã Hùng Dũng.
2. Sau khi sắp xếp, huyện Hưng Hà có 33 đơn vị hành chính cấp xã, gồm 31 xã và 02 thị trấn.
3. Sau khi sắp xếp các đơn vị hành chính cấp xã, tỉnh Thái Bình có 08 đơn vị hành chính cấp huyện, gồm 07 huyện và 01 thành phố; 242 đơn vị hành chính cấp xã, gồm 223 xã, 10 phường và 09 thị trấn.

### Năm 2025: Nghị quyết số 202/2025/QH15
- Nghị quyết số 202/2025/QH15[30] ngày 12 tháng 6 năm 2025 của Quốc hội về việc sắp xếp đơn vị hành chính cấp tỉnh:
- Tỉnh Thái Bình, tỉnh Hưng Yên

1. Sắp xếp toàn bộ diện tích tự nhiên, quy mô dân số của tỉnh Thái Bình và tỉnh Hưng Yên thành tỉnh mới có tên gọi là tỉnh Hưng Yên.

| Đơn vị hành chính của tỉnh Thái Bình (tính đến ngày 12 tháng 6 năm 2025) | Đơn vị hành chính của tỉnh Thái Bình (tính đến ngày 12 tháng 6 năm 2025) | Đơn vị hành chính của tỉnh Thái Bình (tính đến ngày 12 tháng 6 năm 2025) |
| Số thứ tự                                                                | Đơn vị hành chính cấp huyện                                              | Đơn vị hành chính cấp xã |
| ------------------------------------------------------------------------ | ------------------------------------------------------------------------ | --- |
| 1                                                                        | Thành phố Thái Bình                                                      | 10 phường: Bồ Xuyên, Đề Thám, Hoàng Diệu, Kỳ Bá, Lê Hồng Phong, Phú Khánh, Quang Trung, Tiền Phong, Trần Hưng Đạo, Trần Lãm và 9 xã: Đông Hoà, Đông Mỹ, Đông Thọ, Phú Xuân, Tân Bình, Vũ Chính, Vũ Đông, Vũ Lạc, Vũ Phúc |
| 2                                                                        | Huyện Đông Hưng                                                          | Thị trấn Đông Hưng và 31 xã: Đông Á, Đông Các, Đông Cường, Đông Dương, Đông Hoàng, Đông Hợp, Đông Kinh, Đông La, Đông Phương, Đông Quan, Đông Sơn, Đông Tân, Đông Vinh, Đông Xá, Hà Giang, Hồng Bạch, Hồng Giang, Hồng Việt, Liên An Đô, Liên Hoa, Lô Giang, Mê Linh, Minh Phú, Minh Tân, Nguyên Xá, Phong Dương Tiến, Phú Châu, Phú Lương, Thăng Long, Trọng Quan, Xuân Quang Động                                             |
| 3                                                                        | Huyện Hưng Hà                                                            | 2 thị trấn: Hưng Hà, Hưng Nhân và 31 xã: Bắc Sơn, Canh Tân, Chí Hòa, Chi Lăng, Cộng Hòa, Duyên Hải, Đoan Hùng, Đông Đô, Độc Lập, Hòa Bình, Hòa Tiến, Hồng An, Hồng Lĩnh, Hồng Minh, Kim Trung, Liên Hiệp, Minh Hòa, Minh Khai, Minh Tân, Phúc Khánh, Quang Trung, Tân Hòa, Tân Lễ, Tân Tiến, Tây Đô, Thái Hưng, Thái Phương, Thống Nhất, Tiến Đức, Văn Cẩm, Văn Lang                                                            |
| 4                                                                        | Huyện Kiến Xương                                                         | Thị trấn Kiến Xương và 28 xã: An Bình, Bình Định, Bình Minh, Bình Nguyên, Bình Thanh, Hòa Bình, Hồng Thái, Hồng Tiến, Hồng Vũ, Lê Lợi, Minh Quang, Minh Tân, Nam Bình, Quang Bình, Quang Lịch, Quang Minh, Quang Trung, Quốc Tuấn, Tây Sơn, Thanh Tân, Thống Nhất, Trà Giang, Vũ An, Vũ Công, Vũ Lễ, Vũ Ninh, Vũ Quý, Vũ Trung                                                                                                  |
| 5                                                                        | Huyện Quỳnh Phụ                                                          | 2 thị trấn: An Bài, Quỳnh Côi và 33 xã: An Ấp, An Cầu, An Dục, An Đồng, An Hiệp, An Khê, An Lễ, An Mỹ, An Ninh, An Quý, An Thái, An Thanh, An Tràng, An Vinh, An Vũ, Châu Sơn, Đông Hải, Đồng Tiến, Quỳnh Giao, Quỳnh Hải, Quỳnh Hoa, Quỳnh Hoàng, Quỳnh Hội, Quỳnh Hồng, Quỳnh Hưng, Quỳnh Khê, Quỳnh Lâm, Quỳnh Minh, Quỳnh Mỹ, Quỳnh Ngọc, Quỳnh Nguyên, Quỳnh Thọ, Trang Bảo Xá                                             |
| 6                                                                        | Huyện Thái Thụy                                                          | Thị trấn Diêm Điền và 35 xã: An Tân, Dương Hồng Thủy, Dương Phúc, Hòa An, Hồng Dũng, Mỹ Lộc, Sơn Hà, Tân Học, Thái Đô, Thái Giang, Thái Hưng, Thái Nguyên, Thái Phúc, Thái Thịnh, Thái Thọ, Thái Thượng, Thái Xuyên, Thuần Thành, Thụy Bình, Thụy Chính, Thụy Dân, Thụy Duyên, Thụy Hải, Thụy Hưng, Thụy Liên, Thụy Ninh, Thụy Phong, Thụy Quỳnh, Thụy Sơn, Thụy Thanh, Thụy Trình, Thụy Trường, Thụy Văn, Thụy Việt, Thụy Xuân |
| 7                                                                        | Huyện Tiền Hải                                                           | Thị trấn Tiền Hải và 27 xã: An Ninh, Ái Quốc, Bắc Hải, Đông Cơ, Đông Hoàng, Đông Lâm, Đông Long, Đông Minh, Đông Quang, Đông Trà, Đông Xuyên, Nam Chính, Nam Cường, Nam Hà, Nam Hải, Nam Hồng, Nam Hưng, Nam Phú, Nam Thịnh, Nam Trung, Nam Tiến, Phương Công, Tây Giang, Tây Lương, Tây Ninh, Vân Trường, Vũ Lăng |
| 8                                                                        | Huyện Vũ Thư                                                             | Thị trấn Vũ Thư và 29 xã: Bách Thuận, Dũng Nghĩa, Duy Nhất, Đồng Thanh, Hiệp Hòa, Hòa Bình, Hồng Lý, Hồng Phong, Minh Khai, Minh Lãng, Minh Quang, Nguyên Xá, Phúc Thành, Song An, Song Lãng, Tam Quang, Tân Hòa, Tân Lập, Tân Phong, Trung An, Tự Tân, Việt Hùng, Việt Thuận, Vũ Đoài, Vũ Hội, Vũ Tiến, Vũ Vân, Vũ Vinh, Xuân Hòa                                                                                              |
| Tổng cộng                                                                | 08 đơn vị hành chính cấp huyện, gồm 07 huyện và 01 thành phố             | 242 đơn vị hành chính cấp xã, gồm 223 xã, 10 phường và 09 thị trấn |